# Semiothisa apicepallens
Semiothisa apicepallens là một loài bướm đêm trong họ Geometridae.